# Lago Grand Etang
El Lago Grand Etang (en inglés: Grand Etang Lake) es un lago de cráter en un volcán extinto. Se encuentra en la isla caribeña de Granada, en la Parroquia de San Andrés (Saint Andrew Parish). 
La evidencia sugiere que el Grand Etang está conectado a Kick 'em Jenny , un volcán activo submarino más al norte, ya que cuando Kick Em Jenny se observa burbujeando, también lo hacen las aguas en el Grand Etang. Está a 1.800 pies ( 550 m) sobre el nivel del mar y es uno de los dos lagos de cráter de la isla (el otro es el lago Antoine) . El lago es de aproximadamente 20 pies de profundidad y 3,5 hectáreas de superficie. 
Se ofrecen visitas guiadas: Una caminata autoguiada por el lago señalada de color azul a lo largo de un sendero discurre entre cascadas y por la selva. Hay pájaros tropicales, pequeños lagartos brillantes chartreuse, variedad de orquídeas y armadillos. El Monte "Qua Qua" se puede ver a través del lago.